# Zapoteca alinae
Zapoteca alinae är en ärtväxtart som beskrevs av Héctor Manuel Hernández. Zapoteca alinae ingår i släktet Zapoteca och familjen ärtväxter. Inga underarter finns listade i Catalogue of Life.